# Диалекты румынского языка
Диале́кты румы́нского языка́ (также румынские, или дакорумынские, диалекты, разновидности, субдиалекты или говоры; рум. subdialecte, graiuri) — территориальные разновидности современного румынского языка. Делятся на две группы, северную и южную, однако дальнейшее разделение не является чётким, и разные авторы выделяют от двух до двадцати диалектов. Современные исследования склоняются к пяти явно выраженным диалектам — три диалекта, соответствующих историческим областям Мунтения, Молдавия и Банат (каждый из диалектов при этом захватывает часть исторической области Трансильвания), а также дополнительная группа разновидностей, покрывающая оставшуюся часть Трансильвании, из которой наиболее явно выделяются ещё два, диалект Кришаны и Марамуреша.
Основными критериями классификации являются фонетические особенности. Меньшую роль играют морфологические, синтаксические и лексические особенности, поскольку их слишком мало для проведения чётких различий между диалектами.
Все диалекты румынского языка являются взаимопонятными.

## Терминология
Лингвисты называют разновидности румынского языка либо «диалектами», либо «субдиалектами», в зависимости от точки зрения на охват территории, которую занимает румынский язык.
Согласно одной из точек зрения, распространённой в основном в Румынии, арумынский, мегленорумынский и истрорумынский языки являются диалектами более общего румынского языка, в котором собственно румынский имеет статус дакорумынского диалекта. В соответствии с этой точкой зрения, преобладающей в современном румынском языкознании, все разновидности дакорумынского диалекта имеют статус «субдиалектов» (по терминологии клужских лингвистов) или «говоров» (по терминологии бухарестских и ясских лингвистов). При этом к рассматриваемым идиомам применим термин «дакорумынские, или северодунайские, субдиалекты (говоры)».
Согласно другой (общепринятой) точке зрения, распространённой в основном за пределами Румынии, разновидности румынского языка имеют статус «диалектов», а арумынский и прочие являются отдельными языками.

## Критерии
Исторически, первой попыткой исследования диалектов румынского языка на основе старых текстов является работа последователя трансильванской школы Тимотея Чипарю «Elemente de limba română după dialecte și monumente vechi» (1854). Ранние исследования диалектов румынского языка склонялись к разделению диалектов по административным областях, которые, в свою очередь, основывались на исторических провинциях. Это приводило к делению на три (мунтенское, молдавское и трансильванское) или на четыре (те же, плюс банатское) наречия. Более поздние работы, основывающиеся на находках полевых лингвистических исследований, признали такую классификацию неудовлетворительной.
Современная румынская диалектология начинается с публикации Лингвистического Атласа румынского языка Густава Вейганда в 1908 году и последовавшей за ним в межвоенный период публикации серии атласов за авторством группы румынских лингвистов. Эти атласы, содержащие детальные и систематические данные, собранные в областях проживания румын, позволили выработать более достоверные описания диалектов румынского языка.
Критерием, получившим наибольший вес в классификации диалектов, являлись фонетические особенности, в частности такие явления как палатализация, монофтонгизация, замена гласных и др. Морфологические особенности имели второстепенное значение и использовались там, где фонетических данных было недостаточно. Лексические особенности считались наименее надёжным критерием.

### Фонетические критерии
Лишь наиболее систематически встречающиеся фонетические особенности были приняты во внимание при классификации диалектов. Среди них:
- фрикатизация и палатализация аффрикат [t͡ʃ, d͡ʒ];
- закрытие безударной [e] не в начале слова до звука [i];
- закрытие звука [ə] в конце слова до звука [ɨ];
- открытие пред-ударного звука [ə] до звука [a];
- упрощение дифтонга [e̯a] до звука [e] или [ɛ] в случаях, когда следующий слог содержит звук [e] (монофтонгизация);
- произношение [e] и [i] после фрикативов [s z ʃ ʒ] и после аффрикаты [t͡s];
- произношение [e] после губных согласных;
- произношение слов cîine, mîine, pîine со звуком [ɨj] или [ɨ].
- наличие свистящего [u] в конце слова;
- степень палатализации губных согласных;
- степень палатализации зубных согласных;
- палатализация фрикативов [s z] и аффрикаты [t͡s];
- палатализация фрикативов [ʃ ʒ].

Для простоты представления, некоторые вышеописанные фонетические особенности используют стандартное румынское произношение в качестве исходного, даже если этимологически имел место обратный процесс. Например, такой критерий как «закрытие звука [ə] в конце слова до звука [ɨ]» означает, что в некоторых диалектах окончание слова произносится как [ɨ], а в других как [ə], при этом [ə] является стандартным произношением. Для сравнения, слово mamă («мать») в молдавском диалекте произносится как [ˈmamɨ], а в мунтенском как [ˈmamə].
Фонетический процесс, наиболее важный для разграничении диалектов, касается согласных, произносимых в стандартном румынском языке как аффрикаты [t͡ʃ] and [d͡ʒ]:
- В мунтенском диалекте они остаются аффрикатами.
- В молдавском диалекте они становятся фрикативами [ʃ, ʒ].
- В банатском диалекте они становятся палатализированными фрикативами [ʃʲ, ʒʲ].
- В группе трансильванских диалектов они расходятся: [t͡ʃ] остаётся аффрикатой, в то время как [d͡ʒ] становится [ʒ].

## Классификация

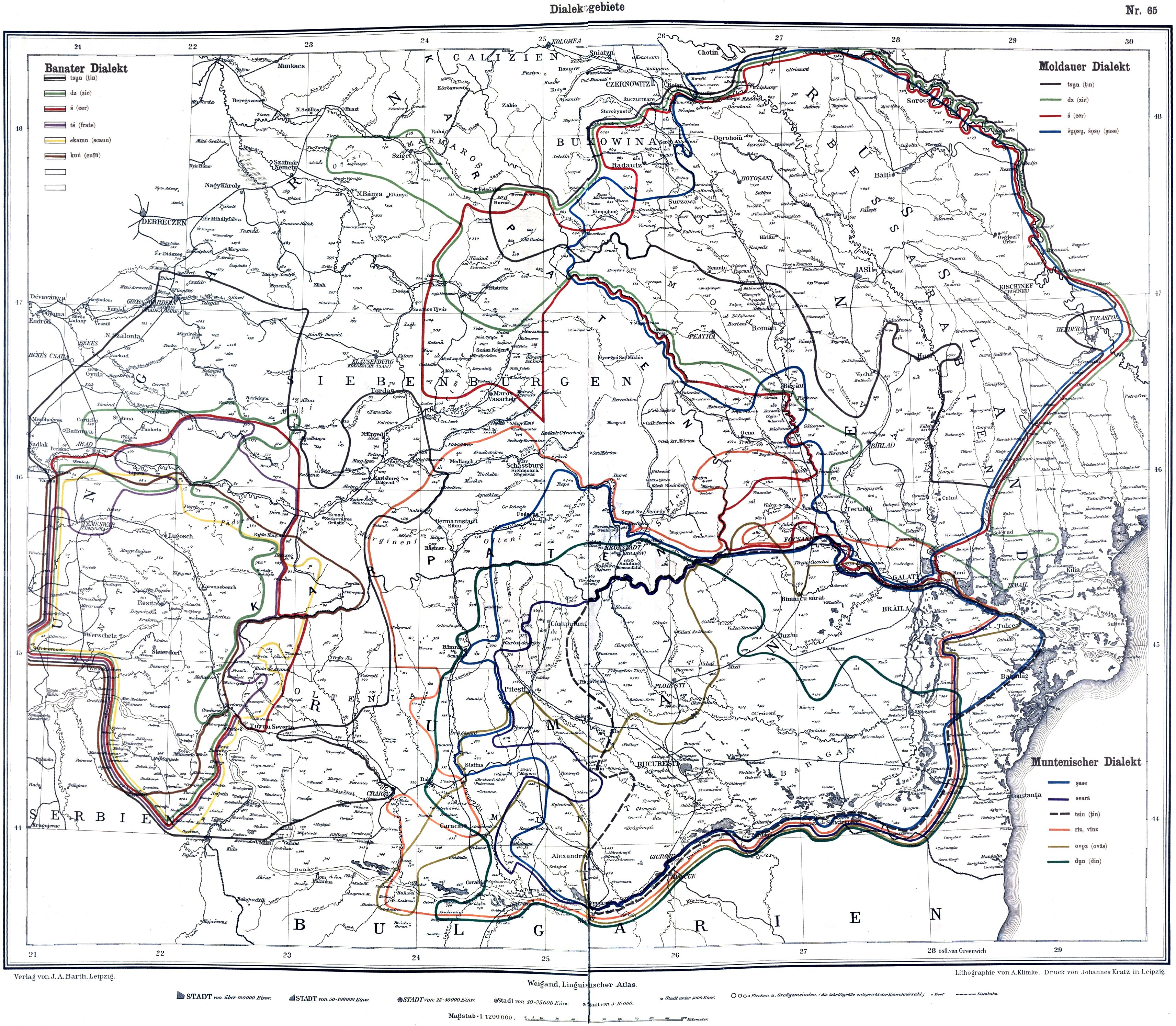
Ранняя карта, иллюстрирующая трёхдиалектную систему, опубликованная Густавом Вейгандом в 1908 году. Она показывает изоглоссы, соответствующие распространённому произношению нескольких слов.

Исторически, диалекты румынского языка были трудно классифицируемы, а классификации были спорными. Различные авторы, руководствуясь различными критериями классификации, приходили к различным выводам, обычно выделяя от двух до пяти, но иногда даже до двадцати разных диалектов:
- 2 диалекта: мунтенский, молдавский[15];
- 3 диалекта: мунтенский, молдавский, банатский[16];
- 4 диалекта: мунтенский, молдавский, банатский, кришанский[17];
- 4 диалекта: мунтенский, молдавский, банато-хонедоарский, северо-трансильванский[18];
- 5 диалектов: мунтенский, молдавский, банатский, кришанский, марамурешский[19].
- 20 диалектов[20].

Большинство современных классификаций разделяют диалекты румынского языка на два типа, северные и южные, и далее делят их следующим образом:
- К южному типу относится только один диалект:
  - мунтенский, иначе валашский, диалект (subdialectul muntean или graiul muntean), на котором говорят в южной части Румынии, в исторических областях Мунтения, Олтения, Добруджа (южная часть), а также в некоторых частях южной Трансильвании. Орфоэпия и другие аспекты стандартного румынского языка в большой степени основаны на этом диалекте[21][22].
- Северный тип включает несколько диалектов:
  - молдавский диалект (subdialectul moldovean или graiul moldovean), на котором говорят в исторической области Молдова, ныне разделённой между Румынией и Республикой Молдова, а также на Украине (области Буковина и Бессарабия[23]) и в северной Добрудже[24] (ранее, прежде всего в советском языкознании, в период существования Молдавской ССР к молдавскому диалекту румынского языка по политическим причинам относили говоры только Западной Молдовы — на территории Румынии, а остальной ареал считался областью распространения молдавского языка)[25];
  - банатский диалект (subdialectul bănățean или graiul bănățean), на котором говорят в исторической области Банат, включая ныне входящую в состав Сербии;
  - группа трансильванских говоров (graiuri transilvănene), среди которых обычно выделяют два или три: кришанский диалект (graiul crișean), марамурешский диалект (graiul maramureșean) и иногда говор области Оаш (graiul oșean)[26]. Это разграничение является менее чётким, чем между другими диалектами, из-за большей раздробленности и из-за наличия переходных, от соседних с Трансильванией говоров, особенностей.